# Антра (Арьеж)
Антра́ (фр. Antras, окс. Antràs) — коммуна во Франции, находится в регионе Окситания. Департамент коммуны — Арьеж. Входит в состав кантона Кастийон-ан-Кузеран. Округ коммуны — Сен-Жирон.
Код INSEE коммуны — 09011.

## Население
Население коммуны на 2008 год составляло 71 человек.
| 1962 | 1968 | 1975 | 1982 | 1990 | 1999 | 2008 |
| ---- | ---- | ---- | ---- | ---- | ---- | ---- |
| 43   | 59   | 45   | 48   | 60   | 58   | 71   |

## Экономика
В 2007 году среди 47 человек в трудоспособном возрасте (15—64 лет) 30 были экономически активными, 17 — неактивными (показатель активности — 63,8 %, в 1999 году было 61,1 %). Из 30 активных работали 21 человек (13 мужчин и 8 женщин), безработных было 9 (8 мужчин и 1 женщина). Среди 17 неактивных 1 человек был учеником или студентом, 6 — пенсионерами, 10 были неактивными по другим причинам.